# Jacquemontia alba
Jacquemontia alba är en vindeväxtart som beskrevs av N. E. Brown. Jacquemontia alba ingår i släktet Jacquemontia och familjen vindeväxter. Inga underarter finns listade i Catalogue of Life.